# 挪威飲食

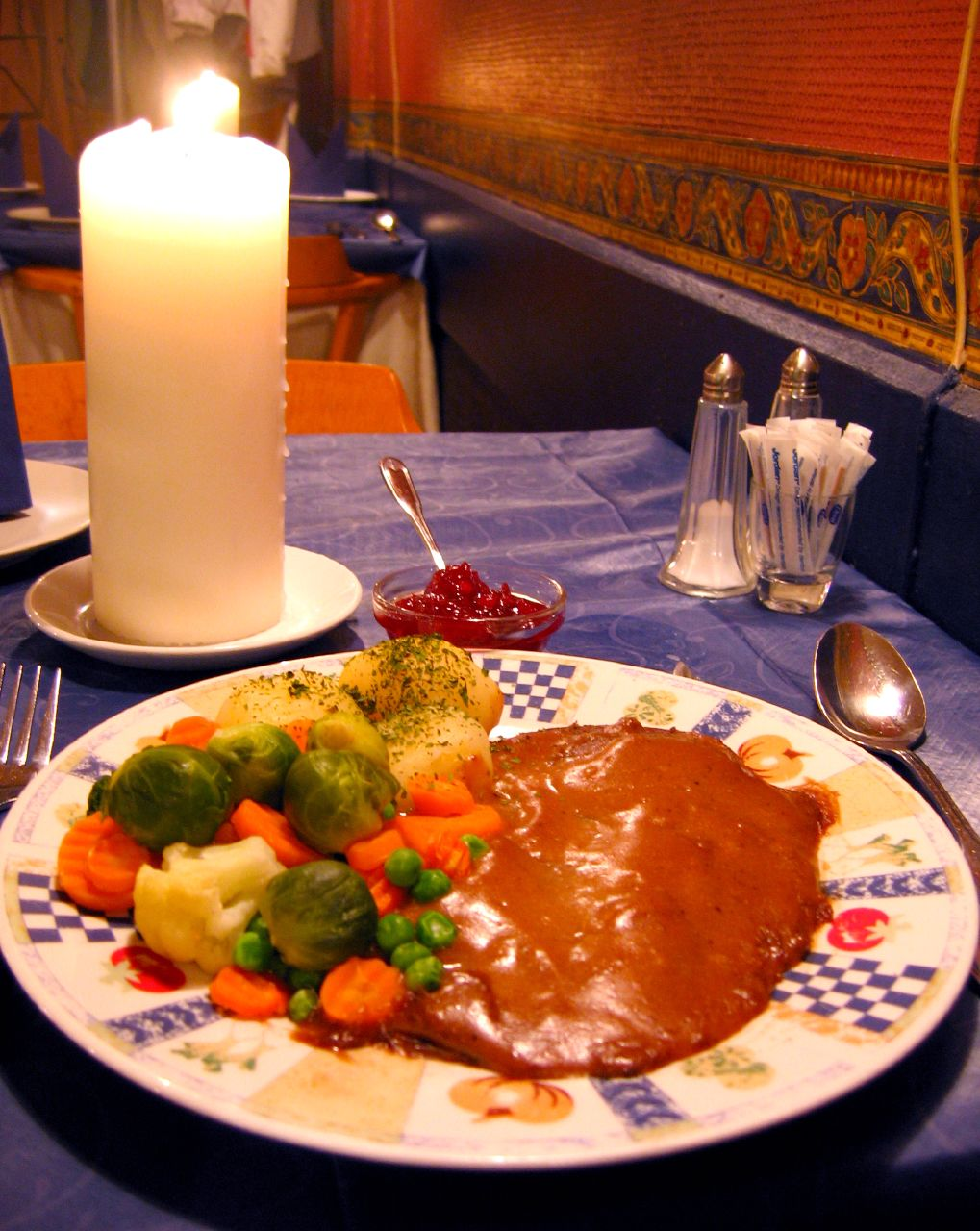
驯鹿烤肉配越橘果酱

挪威是一個可耕地較少，農業並不發達的國家。但多山的環境和綿長的海岸線使得挪威的飲食文化以野味和魚類為主，和以畜産為主的鄰國丹麥形成了鮮明的對比。現代挪威的飲食仍然料理方式較為單純，但也開始受到其他國家的影響。挪威飲食以水產品著稱，其中又尤以鱈魚、大麻哈魚、太平洋鯡等魚著稱。和其他北歐國家類似，馬鈴薯是挪威人的重要主食之一。

## 三餐
大多数挪威人每天吃三到四顿正餐，通常包括一顿带咖啡的冷早餐、一顿冷午餐（通常是自带的）以及一顿与家人一起在家吃的热晚餐。根据家庭晚餐的时间（和个人习惯），一些人可能会在晚上加一顿冷餐，通常是简单的三明治。
基本的挪威早餐包括面包、棕色奶酪和牛奶。传统上，这顿餐还包括一种粥，比如用牛奶煮的面粉、米或麦粒的粥，或者用酸奶油代替的酸奶粥。
对于大多数挪威人来说，工作日的午餐通常是非常简单的开放式三明治，被称为"matpakke"，每片面包之间都会用小型蜡纸片（称为"mellomleggspapir"）分隔开来。更丰盛的开放式三明治（带有多种配料）被称为"smørbrød"。自助餐厅通常提供沙拉吧、热食和像酸奶、斯基尔和克瓦尔格等乳制品。
挪威人通常从下午4点到7点左右开始用晚餐。这是一天中最重要的一餐，通常包括碳水化合物丰富的食物，如土豆，以及富含蛋白质的食物，如肉类或鱼类。
挪威人通常在晚上睡觉前吃一顿非常简单的宵夜。 